# Bâtiment de l'exarchat du Saint-Sépulcre
Le bâtiment de l'exarchat du Saint-Sépulcre (grec moderne : κτίριο Εξαρχίας Παναγίου Τάφου) est un bâtiment situé dans le centre-ville d'Athènes, en Grèce.

## Emplacement
L'édifice est situé au numéro 18 de la rue Erechthéos (grec moderne : Οδός Ερεχθέως), dans le quartier de Pláka, dans le centre-ville d'Athènes.

## Histoire et description
Construit en 1858, sous le patriarcat de Cyrille II de Jérusalem et l'exarchat de l'archimandrite Iossíf Kritikákis, ce bâtiment d'architecture néo-classique et caractérisé par la présence de niches extérieures, témoins du caractère religieux de l'édifice, accueille le siege de l'exarchat du Saint-Sépulcre. Avant la construction de l'édifice, le représentant de ce dernier, également connu sous le titre d'exarque, loge au sein du monastère avoisinant des Saints Anargyres, métochion du Patriarcat orthodoxe de Jérusalem.